# Pissotte
Pissotte – miejscowość i gmina we Francji, w regionie Kraj Loary, w departamencie Wandea.
Według danych na rok 1990 gminę zamieszkiwało 1 090 osób, a gęstość zaludnienia wynosiła 91 osób/km² (wśród 1504 gmin Kraju Loary Pissotte plasuje się na 538. miejscu pod względem liczby ludności, natomiast pod względem powierzchni na miejscu 916.).